# Associazione Calcio Savoia 1908 2014-2015
Questa voce raccoglie le informazioni riguardanti l'Associazione Calcio Savoia 1908 nelle competizioni ufficiali della stagione 2014-2015.

## Stagione
La stagione 2014-2015 è stata la 92ª stagione sportiva del Savoia, la 26ª in un campionato di terzo livello, la prima in Lega Pro.

Dopo 13 anni e due fallimenti il club oplontino ritorna nel calcio professionistico. Il 18 luglio inizia il ritiro della squadra nella località di Castiglione del Lago (PG). Il primo impegno ufficiale è il derby di coppa con la Paganese l'8 agosto. Dopo due sconfitte, la squadra viene eliminata già alla fase a gironi.
 Il cammino che porta i bianchi a lottare per la permanenza in Lega Pro inizia il 30 agosto, contro il Melfi (1-1), sul neutro di Frattamaggiore per indisponibilità del Giraud. Il 6 settembre arriva la prima sconfitta in campionato (3-1), in trasferta per mano della Vigor Lamezia. Il 7 settembre è ricorso il novantennale della finale scudetto giocata contro il Genoa a Torre Annunziata.
 Il 14 settembre il Savoia perde l'imbattibilità casalinga in campionato nel derby contro il Benevento (2-3). La settimana seguente la squadra coglie il primo successo stagionale, battendo in trasferta l'Aversa Normanna per due reti a zero.

Il 3 ottobre il club passa dalle mani della cordata capeggiata dalla famiglia Luce, a quelle del Consorzio Stabile Segesta capeggiato da Quirico Manca.

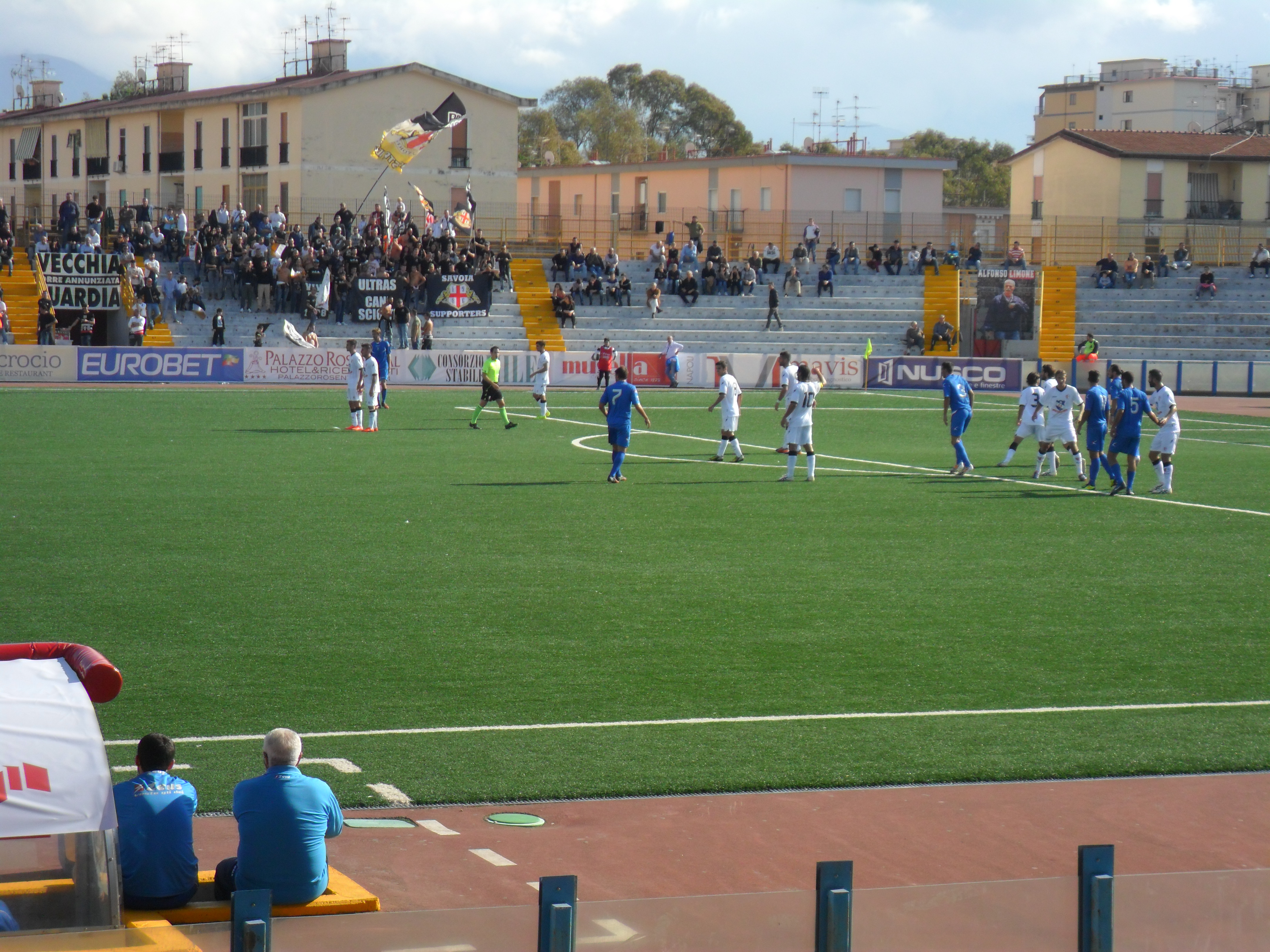
I bianchi nella sfida interna con la Paganese

Il 27 ottobre, in seguito alla terza sconfitta consecutiva, rimediata in casa contro il Martina per 2-1, la società esonera l'allenatore Giovanni Bucaro. Al suo posto viene chiamato l'ex allenatore della Casertana, Guido Ugolotti.
 Il 6 dicembre con il 2-0 rifilato alla Reggina, il Savoia coglie il primo successo casalingo stagionale. Durante la sosta natalizia del campionato, l'assemblea dei soci della Segesta decide di rivoluzionare i vertici societari: l'amministratore unico Francesco Maglione e il direttore sportivo Antonio Obbedio vengono sostituiti rispettivamente da Alfonso Piantoni e da Eupremio Carruezzo, quest'ultimo bomber del Savoia negli anni novanta. In seguito alla sconfitta con il Messina del 7 gennaio (3-0), la conduzione tecnica del club passa ad Aldo Papagni che prende il posto di Ugolotti il quale aveva chiesto e ottenuto la rescissione consensuale del contratto. Il 9 aprile la FIGC infligge un punto di penalizzazione in classifica per inadempienze sui versamenti di contributi previdenziali e ritenute Irpef per il bimestre settembre/ottobre 2014. Il 16 aprile arrivano altri tre punti di penalizzazione per la squadra oplontina per due diverse inadempienze cui va aggiunta una recidiva. Il 6 maggio l'amministratore unico Alfonso Piantoni presenta in tribunale l'istanza di fallimento per il club. Il 9 maggio il Savoia batte 2-1 il Messina e si qualifica ai play-out che avrebbe dovuto disputare proprio contro i peloritani. Il 21 maggio, invece, arriva la sentenza dell'Alta Corte di Giustizia sportiva che restituisce i punti di penalizzazione precedentemente inflitti alla Reggina e permette agli amaranto di scavalcare in classifica il Savoia, mandando così i bianchi in Serie D.

## Divise e sponsor
La divisa principale è costituita dalla classica livrea completamente bianca con il collo e le maniche bordate di nero. Sulla sinistra della maglia l'emblema del club, lo scudo sabaudo rosso con la croce bianca. A destra c'è il nome dello sponsor tecnico. I calzoncini sono bianchi, sulla coscia sinistra c'è l'emblema del club, sulla destra il nome dello sponsor tecnico. I calzettoni sono completamente bianchi, con il risvolto nero, al centro all'altezza della caviglia è riportato l'emblema del club. La divisa da trasferta ha i colori invertiti rispetto alla casacca principale.
 Nelle gare di Coppa Italia e nelle prime due giornate di campionato, è stata utilizzata come prima casacca una livrea completamente bianca, all'altezza del petto c'è una banda nera orizzontale che continua anche su entrambe le maniche, le quali sono bordate di nero. Sulla sinistra della maglia l'emblema del club, lo scudo sabaudo rosso con la croce bianca. Al di sopra della banda nera, del medesimo colore di questa, c'è il nome dello sponsor tecnico. La divisa da trasferta ha la casacca nera, con inserti bianchi sul colletto, all'altezza dei fianchi e nella parte bassa di essa. L'emblema del club è nella medesima posizione della prima divisa così come il nome dello sponsor tecnico che è di colore bianco. Sulla manica sinistra di entrambe le casacche c'è il logo dello sponsor tecnico, più vistoso nella livrea nera, perché in quella bianca è contenuto all'interno della banda nera. I calzoncini sono neri per entrambe le livree, sulla parte destra c'è il nome dello sponsor tecnico mentre sulla sinistra è rappresentato il logo dello stesso. I calzettoni sono completamente neri, lateralmente c'è il nome dello sponsor tecnico scritto in bianco.
| Manica sinistra · Manica sinistra · Maglietta · Maglietta · Manica destra · Manica destra · Pantaloncini · Pantaloncini · Calzettoni · Calzettoni |
| Casa |

| Manica sinistra · Manica sinistra · Maglietta · Maglietta · Manica destra · Manica destra · Pantaloncini · Pantaloncini · Calzettoni · Calzettoni |
| Trasferta |

| Manica sinistra · Manica sinistra · Maglietta · Maglietta · Manica destra · Manica destra · Pantaloncini · Pantaloncini · Calzettoni |
| Casa |

| Manica sinistra · Manica sinistra · Maglietta · Maglietta · Manica destra · Manica destra · Pantaloncini · Pantaloncini · Calzettoni |
| Trasferta |

## Organigramma societario
Dal sito ufficiale del club.
Area direttiva
- Presidente onorario: Quirico Manca
- Vice presidente: Gianluca Marciano, Orlando Santaniello
- Amministratore unico e Direttore generale: Francesco Maglione[22][37] poi Alfonso Piantoni[22]
- Responsabile Amministrazione e Finanza: Francesco Maglione[22][37]
- Responsabile Gestione e organizzazione: Francesco Maglione[22][37]

Area organizzativa
- Segretario generale: Gaetano Sellitti
- Segretario sportivo: Giuseppe Tammaro
- Responsabile sicurezza: Orlando Giacinto Formoso, Claudio Giuseppe Formoso

Area comunicazione
- Responsabile & Media Relations: Rodolfo Nastro

Area marketing
- Responsabile: Alessandro D'Ambrosio

Area tecnica
- Direttore sportivo: Antonio Obbedio[37] poi Eupremio Carruezzo[22]
- Team Manager: Nicola Armonia
- Allenatore: Giovanni Bucaro poi Guido Ugolotti[17][38] poi Aldo Papagni[26]
- Allenatore in seconda: Luigi De Rosa poi Fabio Andreozzi[17][38] poi Vincenzo Gagliano[26]
- Capo scouting e responsabile degli osservatori: Riccardo Ronca[39]
- Coordinatore Settore Giovanile: Felicio Ferraro[39]
- Preparatore atletico: Prof. Luca Tulino
- Preparatore atletico calciatori infortunati: Prof. Francesco Capistrano
- Preparatore dei portieri: Roberto Ammendola
- Magazzinieri: Gianluca Schembari, Rosario Fiorillo, Giovanni Esposito

Area sanitaria
- Responsabile sanitario: Dott. Diego Campolongo
- Medico sociale: Dott. Giuseppe Raiola
- Staff medico-Collaboratori: Dott. Alfonso Ciniglio
- Operatore sanitario-Massiofisioterapista: Dott. Luigi Ferrara
- Staff massiofisioterapista: Michele Papa, Andrea vecchione

## Rosa

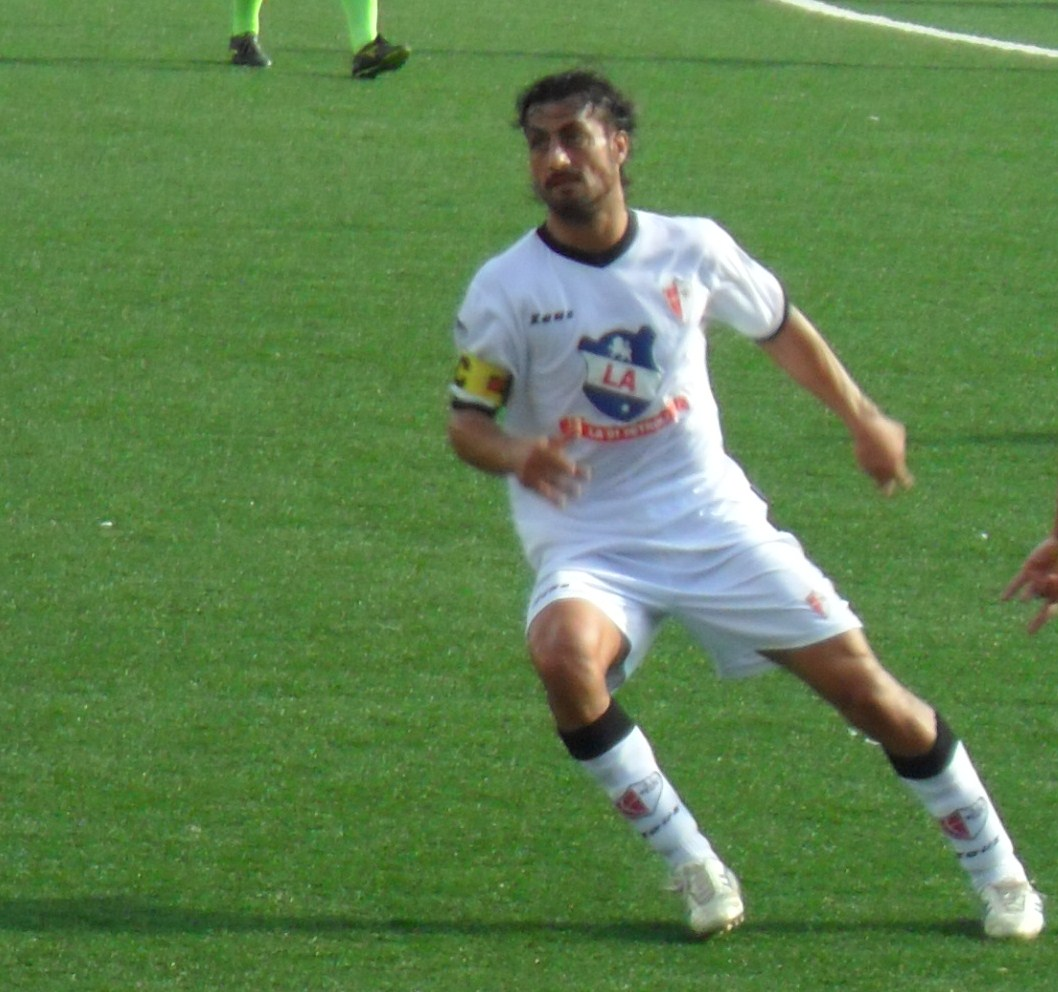
Francesco Scarpa è il capitano del Savoia

| N. |                   | Ruolo | Calciatore            |
| -- | ----------------- | ----- | --------------------- |
|    | Italia (bandiera) | P     | Eduardo D'Avino       |
|    | Italia (bandiera) | P     | Francesco Falcone     |
|    | Italia (bandiera) | P     | Raffaele Gragnaniello |
|    | Italia (bandiera) | P     | Antonio Santurro      |
|    | Italia (bandiera) | P     | Giovanni Volturo      |
|    | Italia (bandiera) | D     | Francesco Checcucci   |
|    | Italia (bandiera) | D     | Carlo Cremaschi       |
|    | Italia (bandiera) | D     | Francesco Di Nunzio   |
|    | Italia (bandiera) | D     | Giuliano Laezza       |
|    | Italia (bandiera) | D     | Mario Mercadante      |
|    | Italia (bandiera) | D     | Luigi Panariello      |
|    | Italia (bandiera) | D     | Stefano Riccio        |
|    | Italia (bandiera) | D     | Michele Rinaldi       |
|    | Italia (bandiera) | D     | Sergio Sabatino       |
|    | Italia (bandiera) | D     | Giampaolo Sirigu      |
|    | Italia (bandiera) | D     | Giampaolo Tuniz       |
|    | Italia (bandiera) | D     | Dani Verruschi        |
|    | Grecia (bandiera) | D     | Dimitrios Vosnakidis  |
|    | Italia (bandiera) | C     | Gabriele Boilini      |
|    | Italia (bandiera) | C     | Giampaolo Calzi       |
|    | Italia (bandiera) | C     | Nicola Cornacchia     |
|    | Italia (bandiera) | C     | Gianluca Esposito     |
|    | Italia (bandiera) | C     | Ivano Fabris          |

| N. |                      | Ruolo | Calciatore                  |
| -- | -------------------- | ----- | --------------------------- |
|    | Italia (bandiera)    | C     | Salvatore Gallo             |
|    | Italia (bandiera)    | C     | Alessio Gargiulo            |
|    | Italia (bandiera)    | C     | Giulio Giordani             |
|    | Italia (bandiera)    | C     | Nicola Malaccari            |
|    | Italia (bandiera)    | C     | Miloš Malivojević           |
|    | Italia (bandiera)    | C     | Fabio Meduri                |
|    | Italia (bandiera)    | C     | Vincenzo Perna              |
|    | Italia (bandiera)    | C     | Federico Pizzutelli         |
|    | Italia (bandiera)    | C     | Giulio Sanseverino          |
|    | Croazia (bandiera)   | C     | Tomislav Šarić              |
|    | Italia (bandiera)    | C     | Federico Sevieri            |
|    | Italia (bandiera)    | A     | Mattia Baldrocco            |
|    | Italia (bandiera)    | A     | Giacomo Cipriani            |
|    | Italia (bandiera)    | A     | Claudio Corsetti            |
|    | Italia (bandiera)    | A     | Davide D'Appolonia          |
|    | Italia (bandiera)    | A     | Antonio Del Sorbo           |
|    | Italia (bandiera)    | A     | Matteo Di Piazza            |
|    | Argentina (bandiera) | A     | Alexis Ferrante             |
|    | Italia (bandiera)    | A     | Vito Leonetti               |
|    | Italia (bandiera)    | A     | Anthony Partipilo           |
|    | Italia (bandiera)    | A     | Luca Pompilio               |
|    | Italia (bandiera)    | A     | Francesco Scarpa (capitano) |

## Calciomercato

### Sessione estiva(dall'1/07 al 01/09)
| Acquisti | Acquisti              | Acquisti      | Acquisti   |
| R.       | Nome                  | da            | Modalità   |
| -------- | --------------------- | ------------- | ---------- |
| P        | Raffaele Gragnaniello | Nocerina      | definitivo |
| P        | Antonio Santurro      | Parma         | definitivo |
| D        | Francesco Checcucci   | Parma         | definitivo |
| D        | Carlo Cremaschi       | Lumezzane     | definitivo |
| D        | Francesco Di Nunzio   | Juve Stabia   | definitivo |
| D        | Giuliano Laezza       | Parma         | definitivo |
| D        | Michele Rinaldi       | Benevento     | definitivo |
| D        | Sergio Sabatino       | Catanzaro     | definitivo |
| D        | Giampaolo Sirigu      | Bellaria      | definitivo |
| D        | Giampaolo Tuniz       | Marano        | definitivo |
| D        | Dani Verruschi        | Pontedera     | definitivo |
| C        | Ivano Fabris          | Spoleto       | definitivo |
| C        | Salvatore Gallo       | Chievo        | definitivo |
| C        | Nicola Malaccari      | Atalanta      | definitivo |
| C        | Miloš Malivojević     | Vicenza       | prestito   |
| C        | Fabio Meduri          | Cosenza       | definitivo |
| C        | Vincenzo Perna        | Parma         | definitivo |
| C        | Federico Sevieri      | Lumezzane     | definitivo |
| A        | Mattia Baldrocco      | Padova        | definitivo |
| A        | Giacomo Cipriani      | Ascoli        | definitivo |
| A        | Claudio Corsetti      | Parma         | definitivo |
| A        | Davide D'Appolonia    | Vicenza       | prestito   |
| A        | Matteo Di Piazza      | Pro Vercelli  | definitivo |
| A        | Giulio Giordani       | Pistoiese     | definitivo |
| A        | Luca Pompilio         | Virtus Verona | definitivo |
| A        | Giulio Sanseverino    | Palermo       | definitivo |

| Cessioni | Cessioni            | Cessioni               | Cessioni                |
| R.       | Nome                | a                      | Modalità                |
| -------- | ------------------- | ---------------------- | ----------------------- |
| P        | Luigi Maiellaro     | Agropoli               | rescissione consensuale |
| D        | Luigi Manzo         | Cavese                 | definitivo              |
| D        | Angelo Mocerino     | Frattese               | definitivo              |
| D        | Simone Petricciuolo | Roma                   | fine prestito           |
| D        | Mariano Stendardo   | Barletta               | definitivo              |
| D        | Mario Terracciano   | Brindisi               | definitivo              |
| D        | Giampaolo Tuniz     | Viterbese              | definitivo              |
| D        | Luca Viglietti      |                        | svincolato              |
| C        | Vincenzo De Liguori |                        | svincolato              |
| C        | David Yeboah        | Catanzaro              | definitivo              |
| C        | Fabio Longo         | Frattese               | svincolato              |
| C        | Fabio Meduri        | Lumezzane              | definitivo              |
| C        | Giovanni Ruscio     |                        | svincolato              |
| A        | Mattia Baldrocco    |                        | rescissione consensuale |
| A        | Pasquale Carotenuto | Progreditur Marcianise | definitivo              |
| A        | Giuseppe Meloni     | Arezzo                 | definitivo              |
| A        | Filippo Tiscione    | Agropoli               | definitivo              |

### Operazioni esterne alla sessione estiva
| Acquisti | Acquisti          | Acquisti   | Acquisti   |
| R.       | Nome              | da         | Modalità   |
| -------- | ----------------- | ---------- | ---------- |
| P        | Francesco Falcone | svincolato | definitivo |
| C        | Giampaolo Calzi   | Vicenza    | definitivo |

| Cessioni | Cessioni          | Cessioni | Cessioni                |
| R.       | Nome              | a        | Modalità                |
| -------- | ----------------- | -------- | ----------------------- |
| C        | Gianluca Esposito | Agropoli | prestito                |
| C        | Ivano Fabris      |          | rescissione             |
| C        | Miloš Malivojević |          | rescissione             |
| C        | Vincenzo Perna    | Agropoli | definitivo              |
| A        | Luca Pompilio     |          | rescissione consensuale |

### Sessione invernale(dal 05/01 al 02/02)
| Acquisti | Acquisti             | Acquisti  | Acquisti   |
| R.       | Nome                 | da        | Modalità   |
| -------- | -------------------- | --------- | ---------- |
| P        | Giovanni Volturo     | Pavia     | prestito   |
| D        | Mario Mercadante     | Bari      | prestito   |
| D        | Stefano Riccio       | Bisceglie | definitivo |
| D        | Dimitrios Vosnakidis | Bari      | prestito   |
| C        | Gabriele Boilini     | Carpi     | prestito   |
| C        | Nicola Cornacchia    | Varese    | definitivo |
| C        | Federico Pizzutelli  | Bari      | prestito   |
| C        | Tomislav Šarić       | Parma     | prestito   |
| A        | Alexis Ferrante      | Roma      | prestito   |
| A        | Vito Leonetti        | Bari      | prestito   |
| A        | Anthony Partipilo    | Bari      | prestito   |

| Cessioni | Cessioni          | Cessioni    | Cessioni   |
| R.       | Nome              | a           | Modalità   |
| -------- | ----------------- | ----------- | ---------- |
| P        | Antonio Santurro  | Juve Stabia | prestito   |
| D        | Michele Rinaldi   | Prato       | prestito   |
| D        | Sergio Sabatino   | Arezzo      | definitivo |
| C        | Giampaolo Calzi   | Pro Patria  | definitivo |
| C        | Salvatore Gallo   | Melfi       | definitivo |
| C        | Nicola Malaccari  | Paganese    | definitivo |
| A        | Antonio Del Sorbo | Lupa Roma   | definitivo |

### Operazioni esterne alla sessione invernale
| Acquisti | Acquisti | Acquisti | Acquisti |
| R.       | Nome     | da       | Modalità |
| -------- | -------- | -------- | -------- |

| Cessioni | Cessioni         | Cessioni | Cessioni   |
| R.       | Nome             | a        | Modalità   |
| -------- | ---------------- | -------- | ---------- |
| C        | Federico Sevieri |          | svincolato |
| A        | Claudio Corsetti |          | svincolato |

## Risultati

### Lega Pro

#### Girone di andata
| Arbitro: | Fiorini (Frosinone) |

|                 |           |           |
| Sanseverino 37’ | Marcatori | 67’ Fella |

| Arbitro: | Strippoli (Bari) |

|                                         |           |               |
| Montella 6’ Scarsella 37’ Del Sante 56’ | Marcatori | 15’ Di Piazza |

| Arbitro: | Di Martino (Teramo) |

|                               |           |                                                   |
| Sanseverino 18’ Cremaschi 38’ | Marcatori | 7’ (rig.) Eusepi 59’ (aut.) Checcucci 60’ Marotta |

| Arbitro: | Rapuano (Rimini) |

|  |           |                        |
|  | Marcatori | 17’ Rinaldi 86’ Scarpa |

| Torre Annunziata 24 settembre 2014, ore 20:30 CEST 5ª giornata | Savoia               | 0 – 0 referto | Lecce | Stadio Alfredo Giraud (2 700 spett.)\| Arbitro: \| Pagliardini (Arezzo) \| |
| Arbitro:                                                       | Pagliardini (Arezzo) |               |       |                                                                            |

| Barletta 29 settembre 2014, ore 20:45 CEST 6ª giornata | Barletta                 | 0 – 0 referto | Savoia | Stadio Cosimo Puttilli (2 300 spett.)\| Arbitro: \| Guccini (Albano Laziale) \| |
| Arbitro:                                               | Guccini (Albano Laziale) |               |        |                                                                                 |

| Arbitro: | Morreale (Roma 1) |

|                 |           |             |
| Di Piazza 45+1’ | Marcatori | 53’ Ciotola |

| Arbitro: | Dei Giudici (Latina) |

|                      |           |  |
| Nalini 11’ Negro 40’ | Marcatori |  |

| Arbitro: | Baldicchi (Città di Castello) |

|              |           |  |
| Iemmello 36’ | Marcatori |  |

| Arbitro: | Lacagnina (Caltanissetta) |

|               |           |                             |
| Checcucci 14’ | Marcatori | 79’ Fabiano 87’ Arcidiacono |

| Arbitro: | Serra (Torino) |

|                   |           |               |
| Kamara 66’ (rig.) | Marcatori | 15’ Del Sorbo |

| Arbitro: | Marini (Roma 1) |

|  |           |             |
|  | Marcatori | 75’ Girardi |

| Arbitro: | Piscopo (Imperia) |

|                    |           |  |
| Mucciante 11’, 31’ | Marcatori |  |

| Arbitro: | Mantelli (Brescia) |

|               |           |                |
| Di Piazza 62’ | Marcatori | 90+5’ Blondett |

| Arbitro: | Martinelli (Roma 2) |

|                            |           |                 |
| Di Carmine 58’ Bombagi 66’ | Marcatori | 90+1’ Del Sorbo |

| Arbitro: | Lanza (Nichelino) |

|                                 |           |  |
| Checcucci 25’ Scarpa 83’ (rig.) | Marcatori |  |

| Arbitro: | Guarino (Caltanissetta) |

|                                    |           |                                 |
| Perrulli 22’ (rig.) Capodaglio 56’ | Marcatori | 42’ Del Sorbo 85’ (rig.) Scarpa |

| Arbitro: | Mainardi (Bergamo) |

|  |           |                                      |
|  | Marcatori | 47’ Diakitè 62’ Murolo 90+5’ Mancosu |

| Arbitro: | Luciano (Lamezia Terme) |

|                                    |           |  |
| Corona 10’ Orlando 68’ Damonte 73’ | Marcatori |  |

#### Girone di ritorno
| Arbitro: | Vesprini (Macerata) |

|                                 |           |                               |
| Caturano 26’ (rig.) Tortori 74’ | Marcatori | 36’ (rig.), 85’ (rig.) Scarpa |

| Arbitro: | Giua (Pisa) |

|                         |           |          |
| Scarpa 75’ Cipriani 81’ | Marcatori | 12’ Held |

| Arbitro: | Amoroso (Paola) |

|            |           |  |
| Eusepi 61’ | Marcatori |  |

| Arbitro: | Illuzzi (Molfetta) |

|               |           |  |
| Verruschi 41’ | Marcatori |  |

| Arbitro: | D'Apice (Arezzo) |

|            |           |  |
| Papini 16’ | Marcatori |  |

| Arbitro: | Viotti (Tivoli) |

|  |           |          |
|  | Marcatori | 79’ Fall |

| Arbitro: | Cifelli (Campobasso) |

|                    |           |  |
| Infantino 59’, 83’ | Marcatori |  |

| Arbitro: | Fiore (Barletta) |

|  |           |          |
|  | Marcatori | 74’ Tuia |

| Arbitro: | Paolini (Ascoli Piceno) |

|                                    |           |              |
| Pizzutelli 24’ (rig.) Ferrante 49’ | Marcatori | 38’ Iemmello |

| Arbitro: | Pagliardini (Arezzo) |

|                                         |           |               |
| Patti 3’ Arcidiacono 29’ Montalto 90+1’ | Marcatori | 77’ Cremaschi |

| Arbitro: | Prontera (Bologna) |

|                                                  |           |              |
| Scarpa 3’, 12’ (rig.) Riccio 87’ D'Appolonia 89’ | Marcatori | 55’ Bernardo |

| Arbitro: | Pelagatti (Arezzo) |

|                        |           |                        |
| Tartaglia 28’ Deli 55’ | Marcatori | 3’ Checcucci 90’ Šarić |

| Arbitro: | Piccinini (Forlì) |

|  |           |                        |
|  | Marcatori | 50’ Iannini 90+2’ Diop |

| Cosenza 2 aprile 2015, ore 14:30 CEST 33ª giornata | Cosenza            | 0 – 0 referto | Savoia | Stadio San Vito (1 371 spett.)\| Arbitro: \| Dionisi (L'Aquila) \| |
| Arbitro:                                           | Dionisi (L'Aquila) |               |        |                                                                    |

| Arbitro: | Caso (Verona) |

|              |           |                              |
| Ferrante 34’ | Marcatori | 42’, 67’ Ripa 90+3’ Carrozza |

| Arbitro: | Baroni (Firenze) |

|                          |           |                           |
| Viola 61’ Di Michele 76’ | Marcatori | 6’ Di Piazza 90+1’ Scarpa |

| Arbitro: | Rasia (Bassano del Grappa) |

|               |           |                                       |
| Di Piazza 30’ | Marcatori | 46’, 52’ (rig.) Del Sorbo 64’ Tajarol |

| Arbitro: | Morreale (Roma 1) |

|                                       |           |               |
| Murolo 29’, 67’ Mancosu 53’ Cissè 62’ | Marcatori | 48’ Partipilo |

| Arbitro: | Serra (Torino) |

|                                 |           |             |
| Scarpa 57’ Di Piazza 74’ (rig.) | Marcatori | 86’ Orlando |

### Coppa Italia Lega Pro

#### Gruppo I
| Arbitro: | Luciano (Lamezia Terme) |

|                            |           |                   |
| Herrera 26’ Caccavallo 57’ | Marcatori | 79’ (rig.) Scarpa |

| Arbitro: | Balice (Termoli) |

|  |           |              |
|  | Marcatori | 50’ Floriano |

## Statistiche

### Statistiche di squadra
| Competizione          | Punti | In casa | In casa | In casa | In casa | In casa | In casa | In trasferta | In trasferta | In trasferta | In trasferta | In trasferta | In trasferta | Totale | Totale | Totale | Totale | Totale | Totale | DR  |
| Competizione          | Punti | G       | V       | N       | P       | Gf      | Gs      | G            | V            | N            | P            | Gf           | Gs           | G      | V      | N      | P      | Gf     | Gs     | DR  |
| --------------------- | ----- | ------- | ------- | ------- | ------- | ------- | ------- | ------------ | ------------ | ------------ | ------------ | ------------ | ------------ | ------ | ------ | ------ | ------ | ------ | ------ | --- |
| Lega Pro              | 28    | 19      | 6       | 4       | 9       | 19      | 27      | 19           | 1            | 7            | 11           | 15           | 33           | 38     | 7      | 11     | 20     | 36     | 59     | -23 |
| Coppa Italia Lega Pro | 0     | 1       | 0       | 0       | 1       | 0       | 1       | 1            | 0            | 0            | 1            | 1            | 2            | 2      | 0      | 0      | 2      | 1      | 3      | -2  |
| Totale                | 28    | 20      | 6       | 4       | 10      | 19      | 28      | 20           | 1            | 7            | 12           | 16           | 35           | 40     | 7      | 11     | 22     | 37     | 62     | -25 |

### Andamento in campionato
| Giornata  | 1  | 2  | 3  | 4  | 5  | 6  | 7  | 8  | 9  | 10 | 11 | 12 | 13 | 14 | 15 | 16 | 17 | 18 | 19 | 20 | 21 | 22 | 23 | 24 | 25 | 26 | 27 | 28 | 29 | 30 | 31 | 32 | 33 | 34 | 35 | 36 | 37 | 38 |
| --------- | -- | -- | -- | -- | -- | -- | -- | -- | -- | -- | -- | -- | -- | -- | -- | -- | -- | -- | -- | -- | -- | -- | -- | -- | -- | -- | -- | -- | -- | -- | -- | -- | -- | -- | -- | -- | -- | -- |
| Luogo     | C  | T  | C  | T  | C  | T  | C  | T  | T  | C  | T  | C  | T  | C  | T  | C  | T  | C  | T  | T  | C  | T  | C  | T  | C  | T  | C  | C  | T  | C  | T  | C  | T  | C  | T  | C  | T  | C  |
| Risultato | N  | P  | P  | V  | N  | N  | N  | P  | P  | P  | N  | P  | P  | N  | P  | V  | N  | P  | P  | N  | V  | P  | V  | P  | P  | P  | P  | V  | P  | V  | N  | P  | N  | P  | N  | P  | P  | V  |
| Posizione | 12 | 18 | 19 | 13 | 11 | 11 | 12 | 14 | 15 | 16 | 15 | 16 | 18 | 18 | 18 | 17 | 17 | 18 | 18 | 18 | 17 | 17 | 17 | 17 | 17 | 18 | 19 | 18 | 19 | 16 | 16 | 17 | 17 | 18 | 19 | 19 | 19 | 20 |

Fonte:  Lega Pro - Statistiche girone C, su lega-pro.com.
Legenda:

Luogo: C = Casa; T = Trasferta. Risultato: V = Vittoria; N = Pareggio; P = Sconfitta.

### Statistiche dei giocatori
In corsivo i calciatori che hanno lasciato la squadra a stagione in corso.
| Giocatore       | Lega Pro | Lega Pro | Lega Pro    | Lega Pro   | Coppa Italia Lega Pro | Coppa Italia Lega Pro | Coppa Italia Lega Pro | Coppa Italia Lega Pro | Totale   | Totale | Totale      | Totale     |
| Giocatore       | Presenze | Reti     | Ammonizioni | Espulsioni | Presenze              | Reti                  | Ammonizioni           | Espulsioni            | Presenze | Reti   | Ammonizioni | Espulsioni |
| --------------- | -------- | -------- | ----------- | ---------- | --------------------- | --------------------- | --------------------- | --------------------- | -------- | ------ | ----------- | ---------- |
| M. Baldrocco    | 1        | 0        | 0           | 0          | 1                     | 0                     | 0                     | 0                     | 2        | 0      | 0           | 0          |
| G. Boilini      | 14       | 0        | 1           | 0          | 0                     | 0                     | 0                     | 0                     | 14       | 0      | 1           | 0          |
| G. Calzi        | 8        | 0        | 6           | 1          | 0                     | 0                     | 0                     | 0                     | 8        | 0      | 6           | 1          |
| F. Checcucci    | 25       | 3        | 4           | 1          | 0                     | 0                     | 0                     | 0                     | 25       | 3      | 4           | 1          |
| G. Cipriani     | 13       | 1        | 4           | 0          | 0                     | 0                     | 0                     | 0                     | 13       | 1      | 4           | 0          |
| N. Cornacchia   | 1        | 0        | 0           | 0          | 0                     | 0                     | 0                     | 0                     | 1        | 0      | 0           | 0          |
| C. Corsetti     | 8        | 0        | 0           | 0          | 2                     | 0                     | 0                     | 0                     | 10       | 0      | 0           | 0          |
| C. Cremaschi    | 27       | 2        | 3           | 0          | 1                     | 0                     | 0                     | 0                     | 28       | 2      | 3           | 0          |
| D. D'Appolonia  | 26       | 1        | 2           | 0          | 0                     | 0                     | 0                     | 0                     | 26       | 1      | 2           | 0          |
| E. D'Avino      | 0        | 0        | 0           | 0          | 0                     | 0                     | 0                     | 0                     | 0        | 0      | 0           | 0          |
| A. Del Sorbo    | 13       | 3        | 4           | 0          | 2                     | 0                     | 0                     | 0                     | 15       | 3      | 4           | 0          |
| F. Di Nunzio    | 13       | 0        | 6           | 1          | 1                     | 0                     | 0                     | 0                     | 14       | 0      | 6           | 1          |
| M. Di Piazza    | 24       | 6        | 3           | 1          | 1                     | 0                     | 0                     | 1                     | 25       | 6      | 3           | 2          |
| G. Esposito     | 2        | 0        | 0           | 0          | 2                     | 0                     | 0                     | 0                     | 4        | 0      | 0           | 0          |
| I. Fabris       | -        | -        | -           | -          | -                     | -                     | -                     | -                     | -        | -      | -           | -          |
| F. Falcone      | 0        | 0        | 0           | 0          | 0                     | 0                     | 0                     | 0                     | 0        | 0      | 0           | 0          |
| A. Ferrante     | 9        | 2        | 3           | 0          | 0                     | 0                     | 0                     | 0                     | 9        | 2      | 3           | 0          |
| S. Gallo        | 16       | 0        | 4           | 0          | 0                     | 0                     | 0                     | 0                     | 16       | 0      | 4           | 0          |
| A. Gargiulo     | 7        | 0        | 0           | 0          | 1                     | 0                     | 0                     | 0                     | 8        | 0      | 0           | 0          |
| G. Giordani     | 15       | 0        | 3           | 0          | 1                     | 0                     | 0                     | 0                     | 16       | 0      | 3           | 0          |
| R. Gragnaniello | 20       | -34      | 1           | 0          | 0                     | 0                     | 0                     | 0                     | 20       | -34    | 1           | 0          |
| G. Laezza       | 3        | 0        | 0           | 0          | 1                     | 0                     | 0                     | 0                     | 4        | 0      | 0           | 0          |
| V. Leonetti     | 13       | 0        | 5           | 0          | 0                     | 0                     | 0                     | 0                     | 13       | 0      | 5           | 0          |
| N. Malaccari    | 16       | 0        | 2           | 1          | 2                     | 0                     | 0                     | 0                     | 18       | 0      | 2           | 1          |
| M. Malivojevic  | -        | -        | -           | -          | -                     | -                     | -                     | -                     | -        | -      | -           | -          |
| F. Meduri       | 0        | 0        | 0           | 0          | 2                     | 0                     | 1                     | 0                     | 2        | 0      | 1           | 0          |
| M. Mercadante   | 12       | 0        | 2           | 0          | 2                     | 0                     | 0                     | 0                     | 14       | 0      | 2           | 0          |
| L. Panariello   | 3        | 0        | 0           | 0          | 0                     | 0                     | 0                     | 0                     | 3        | 0      | 0           | 0          |
| A. Partipilo    | 15       | 1        | 1           | 0          | 0                     | 0                     | 0                     | 0                     | 15       | 1      | 1           | 0          |
| V. Perna        | 0        | 0        | 0           | 0          | 0                     | 0                     | 0                     | 0                     | 0        | 0      | 0           | 0          |
| F. Pizzutelli   | 13       | 1        | 0           | 0          | 0                     | 0                     | 0                     | 0                     | 13       | 1      | 0           | 0          |
| L. Pompilio     | 2        | 0        | 0           | 0          | 1                     | 0                     | 0                     | 0                     | 3        | 0      | 0           | 0          |
| S. Riccio       | 17       | 1        | 2           | 0          | 0                     | 0                     | 0                     | 0                     | 17       | 1      | 2           | 0          |
| M. Rinaldi      | 14       | 1        | 3           | 0          | 2                     | 0                     | 0                     | 0                     | 16       | 1      | 3           | 0          |
| S. Sabatino     | 17       | 0        | 3           | 0          | 0                     | 0                     | 0                     | 0                     | 17       | 0      | 3           | 0          |
| G. Sanseverino  | 20       | 2        | 3           | 2          | 2                     | 0                     | 0                     | 0                     | 22       | 2      | 3           | 2          |
| T. Šarić        | 17       | 1        | 3           | 0          | 0                     | 0                     | 0                     | 0                     | 17       | 1      | 3           | 0          |
| A. Santurro     | 18       | -25      | 1           | 0          | 2                     | -3                    | 0                     | 0                     | 20       | -28    | 1           | 0          |
| F. Scarpa       | 35       | 10       | 5           | 0          | 1                     | 1                     | 1                     | 0                     | 36       | 11     | 6           | 0          |
| F. Sevieri      | 13       | 0        | 2           | 1          | 0                     | 0                     | 0                     | 0                     | 13       | 0      | 2           | 1          |
| G. Sirigu       | 28       | 0        | 6           | 1          | 1                     | 0                     | 0                     | 0                     | 29       | 0      | 6           | 1          |
| G. Tuniz        | -        | -        | -           | -          | -                     | -                     | -                     | -                     | -        | -      | -           | -          |
| D. Verruschi    | 25       | 1        | 7           | 1          | 2                     | 0                     | 1                     | 0                     | 27       | 1      | 8           | 1          |
| G. Volturo      | 0        | 0        | 0           | 1          | 0                     | 0                     | 0                     | 0                     | 0        | 0      | 0           | 1          |
| D. Vosnakidis   | 6        | 0        | 0           | 0          | 0                     | 0                     | 0                     | 0                     | 6        | 0      | 0           | 0          |

## Giovanili

### Organigramma
Dal sito ufficiale del club.
Dirigenti
- Responsabile: Antonio Marasco[121]
- Segretario: Adrasto Di Puccio

Area tecnica
- Coordinatore tecnico: Felicio Ferraro

Berretti
- Allenatore: Antonio Marasco
- Allenatore in 2ª: Bernardo Muto
- Dirigente accompagnatore: Vincenzo Musto

Allievi Nazionali
- Allenatore: Antonio Barbera
- Allenatore in 2ª: Fabio Barbera
- Dirigente accompagnatore: Iovane Carodio

Giovanissimi Nazionali
- Dirigente accompagnatore: Renato Sgambato

Staff sanitario
- Responsabile sanitario: Vincenzo Angellotti
- Medico sociale: Andrea Criscuolo
- Coordinatore preparazione atletica: Ciro Langella
- Nutrizionista: Antonio Orpellino

### Piazzamenti
- Berretti: 
  - Campionato: 15º posto
- Allievi nazionali:
  - Campionato:
- Giovanissimi nazionali:
  - Campionato: